# Bràtskoie (Saràtov)
|  | Per a altres significats, vegeu «Bràtskoie». |

Bràtskoie (en rus: Братское) és un poble de l'óblast de Saràtov, a Rússia, segons el cens del 2010 no tenia cap habitant. Pertany al districte municipal d'Arkadak.